# 纽约地铁中未使用的车标

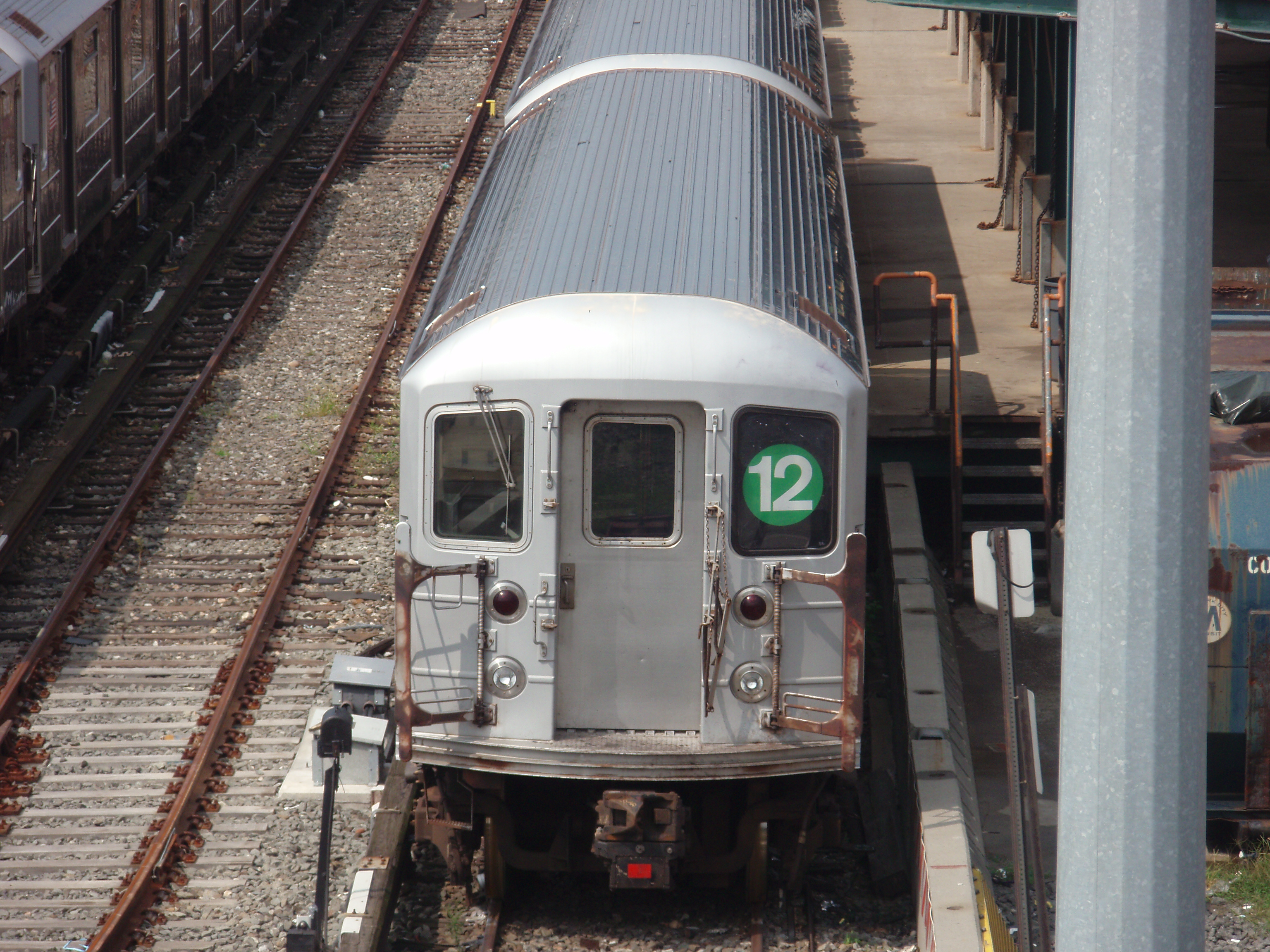
Corona Yard 的一辆R62A车显示了苹果绿色的 12标志，代表IRT 列克星敦大道线。

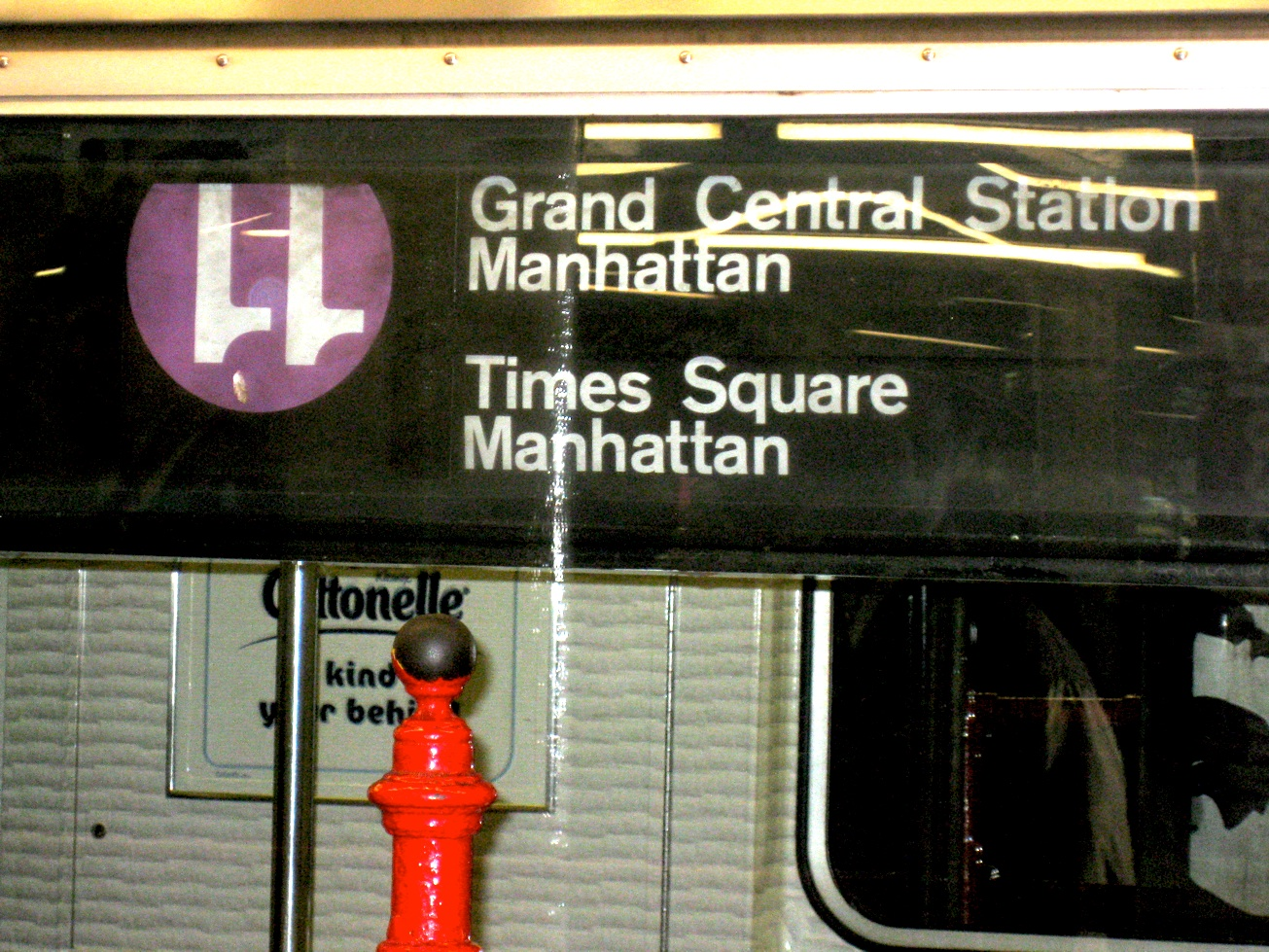
在第42 街接驳线上运行的 R62A型车错误地显示倒置的11标志，而不是。紫色目前对应于IRT 法拉盛线。

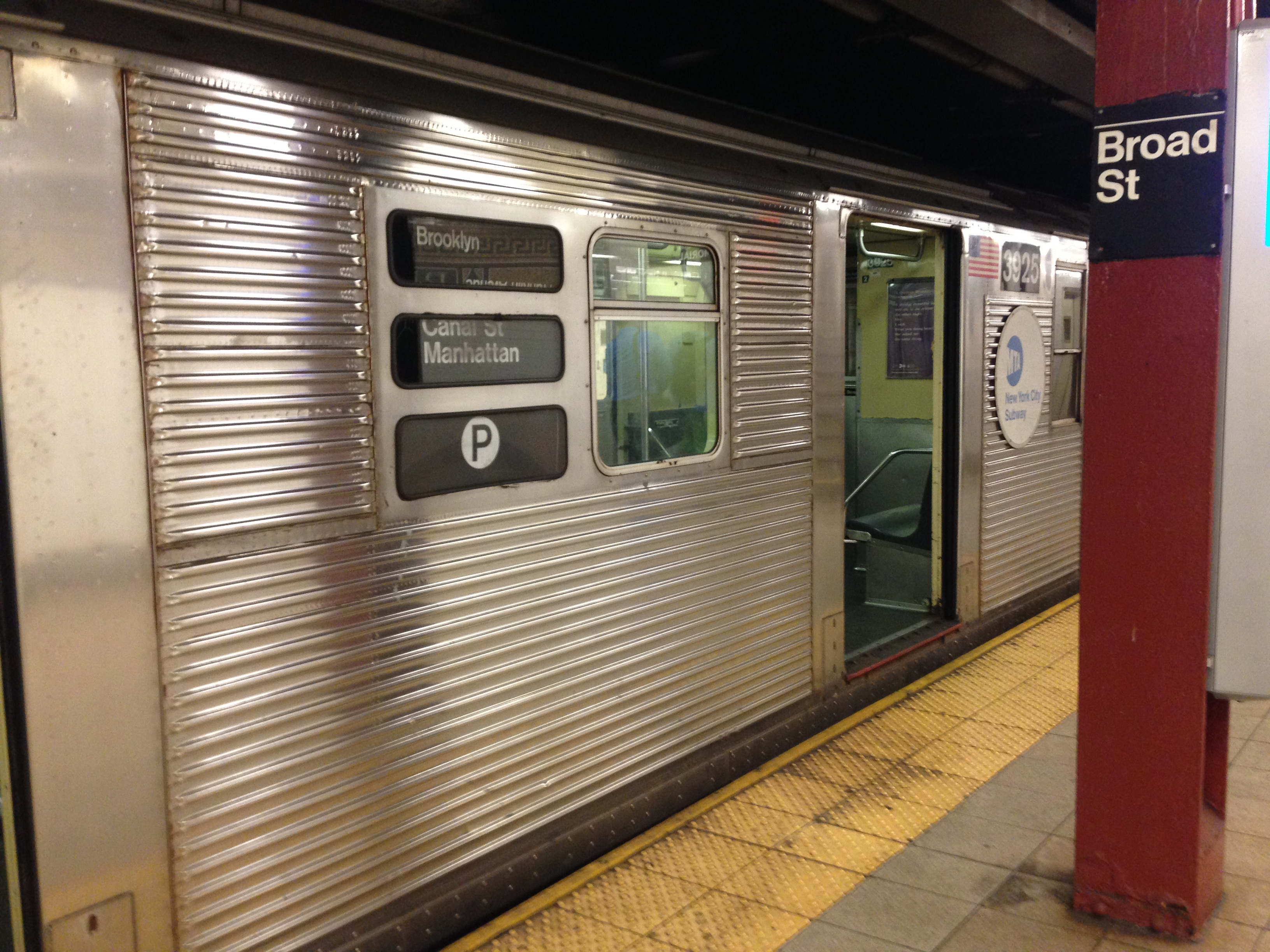
R32列车错误地显示P标志而不是正确的

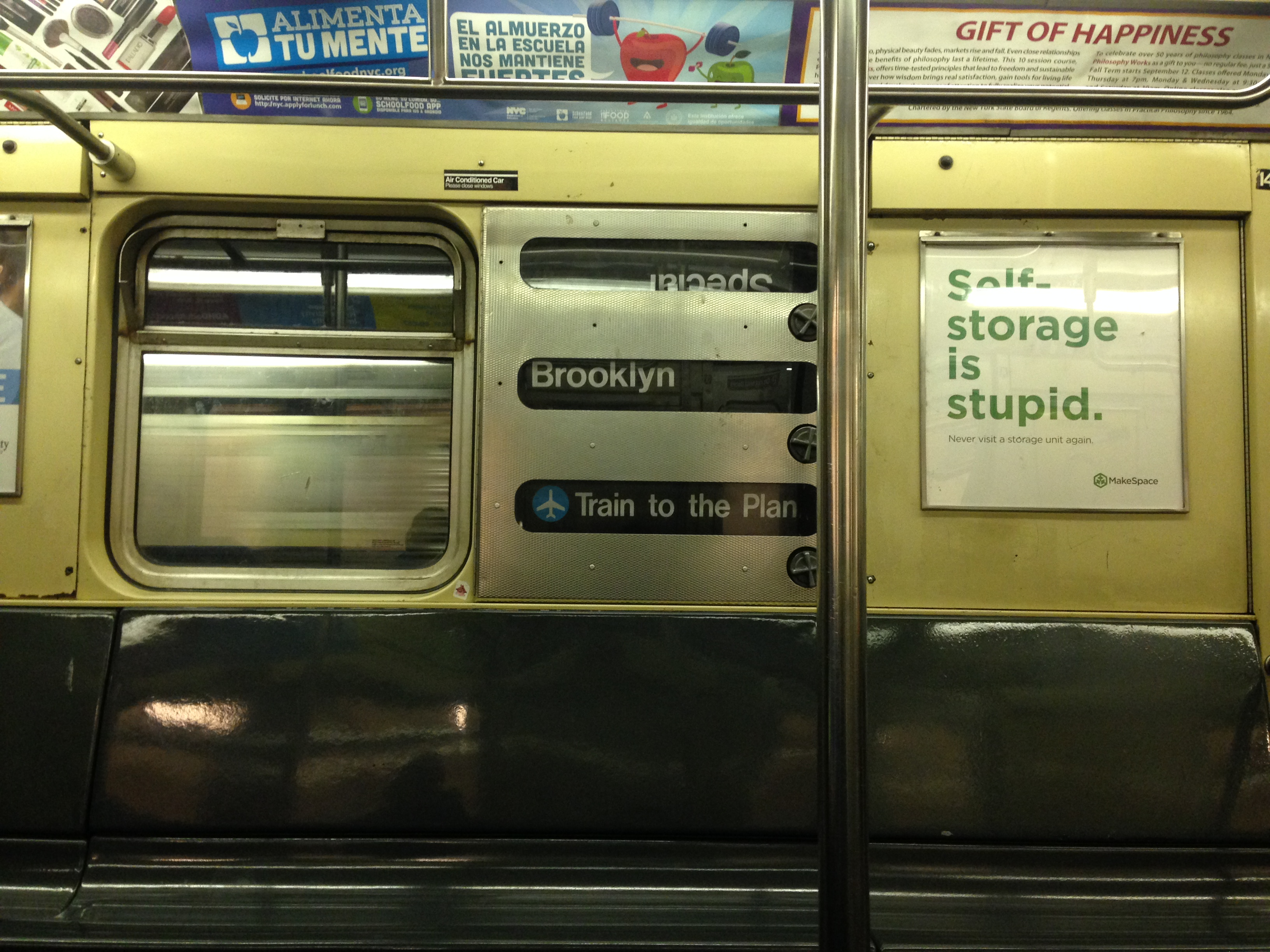
一辆R32型车错误地显示JFK Express标志。该标志于 1978 年 9 月至 1990 年 4 月期间用于前往肯尼迪机场的特快服务

纽约市地铁目前使用各种字母和数字来指定火车在系统中不同线路上使用的路线。除了与路线的主干线对应的颜色外，这些颜色构成了路线的唯一标识符。一些车标或是被淘汰，或是从未使用过。本页面列出截止2021年6月未使用的车标。

## A分部数字
A 分部为每条路线使用一位数的号码。目前，数字 1 到 7 正在使用中。
- 0虽未公开使用，但用作42街接驳线的内部代号。
- 8最后一次用于第三大道高架线的布朗克斯部分。是在 1967 年至 1973 年（当时它被拆除）。此前，IRT 用它来标识使用Astoria Line的路线，该路线最初在 1949 年之前与 BMT 联合运营。此外，它在一些火车的路线牌上显示为绿色 8，原因可能与两位数相同。 [1]
- 从 1989 年到 2005 年， 9最后一次用于IRT 百老汇-第七大道线上的跳站服务。[2]此前，它被用作 1941 年至 1966 年间IRT 代尔大道线穿梭巴士的代号。

A 分部从未使用过两位数字，但在现在一些火车路线牌上仍存在，并是用来其他路线使用的颜色。这很可能是任意分配的，以便MTA需要将额外的高峰期快车车标从菱形数字版改为单独数字时使用。
两位数的车标包括：
- IRT 列克星敦大道线的绿色 10 [3]
- IRT 法拉盛线的紫色 11 [4]
- IRT 列克星敦大道线的绿色 12 [4]
- IRT 百老汇-第七大道线的红色 13 [5]

## B 分部字母
B 分部列车使用英文字母表中的单个字母。下列字母未被使用，但有些已在不同时间点被使用或提议用于服务：
- H是洛克威公园接驳线的内部符号。H曾被使用至1993年线路改为S。此后，只有在内部文件中只该线路才被称为 H。它最后一次使用是 2012 年 11 月，當飓风桑迪造成的破坏导致该地区正常的 S 和A班车服务无法运行而被臨時使用于洛克威的免费班车服务至到2013 年 5 月，洛克威的两条路线的全部服务均已恢复为止。 [6] [7] [8]
- I因与数字 1 相似而从未被使用[1]
- K最后一次用於第八大道线的慢车，至1988 年為止。 [9]之前它被用于途經克里斯蒂街连接线的第 6 大道线慢车服务。 [10]
- O因于与数字 0 相似而从未被使用[1]
- P原计划用於在 BMT 卡尔弗线里，现被改为接驳线的其中一部分， [11]後來，P线在1990年代又被提议用於Sutphin大道-Archer大道（LIRR的牙买加站）和34街-宾夕法尼亚站之间设立途经BMT阿彻大道线、牙买加线、克里斯蒂街连接线、IND第六大道线和第八大道线，继续往168街的直达列车服務。这将在美鐵罷工期间使用，该罢工将阻止LIRR列车进入宾夕法尼亚车站。 [12] 不過这个字因为它听起来像pea (豌豆)或pee (俚语“小便”的意思)，而未被实际使用过。 [1]
- T曾用于BMT 西城线，但在克里斯蒂街连接线开通並对路线进行重组后，很快被的B服务延伸取代。 [1] T將在 第二大道地铁第三階段开通後再次使用。 [13]
- U因为它听起来像you (你) 而从未被使用。 [1]
- V于 2001 年 12 月，在F列车被转移到新开通的IND第63街线后引入，用于在IND 皇后大道线和IND 第六大道线通过 53 街的工作日慢车。由于预算问题，V 列车于 2010 年 6 月停止服务，被改道的M列车完全取代（前往第二大道站的服务除外）。 [14]
- X正在用作規劃中路线的符號保留區。 [1]
- Y因为它听起来像why (为什么) 而从未被使用。 [1]
- 有飞机标志的綠松色圆形為JFK快车的标志，从1978年到1990年间使用[15]

在 1985 年 5 月之前，B 分部使用双字母組合来表示类似服务的不同支线，但这些已被单字母取代。 
字母 H、K 和 V 可以在一些旧型号地铁车厢的路线牌上看到，颜色与分配给它们的最后一条主干线配对。字母 P、T、U、X 和 Y 也可以在R32侧边路线牌上看到为白色圆圈内的黑色字母。 